# Maxwell Jacob Friedman
Maxwell T. Friedman, meglio conosciuto con il ring name Maxwell Jacob Friedman o con l'acronimo MJF (Plainview, 15 marzo 1996), è un wrestler statunitense sotto contratto con la All Elite Wrestling.
Prima di approdare in AEW, ha militato nella Combat Zone Wrestling e nella Major League Wrestling, vincendo il CZW World Heavyweight Champion, il CZW Wired Championship, l'MLW World Middleweight Championship e l'MLW World Tag Team Championship (con Richard Holliday).

## Biografia
Friedman si è diplomato presso la John F. Kennedy High School di Plainview (New York) nel 2014 ed è stato membro della squadra di football e di nuoto dell'istituto; successivamente ha frequentato per breve tempo l'Hartwick College di Oneonta (New York).

### Circuito indipendente (2015-2019)
Dopo essere stato addestrato da Curt Hawkins e Pat Buck e ha fatto il suo debutto sul ring nella Create A Pro Wrestling Academy a Hicksville (New York) nel febbraio 2015. Durante il primo anno di carriera, ha lottato per la Combat Zone Wrestling e la Five Borough Wrestling e ha continuato a comparire in numerose federazioni in tutto il circuito indipendente nord-orientale. Nell'aprile 2015, ha inviato un promo che fungeva da provino per WWE Tough Enough, che la federazione ha caricato sul suo canale YouTube.

### All Elite Wrestling (2019-presente)
Il 7 gennaio 2019, è stato annunciato la firma di Friedman con la All Elite Wrestling. Ha debuttato nel pre-show di Double or Nothing, come partecipante della Casino Battle Royale il cui vincitore avrebbe avuto un'opportunità per l'AEW World Championship. Arrivò fino alla fine e fu eliminato dal vincitore Adam Page. A Fight for the Fallen, ha combattuto al fianco di Shawn Spears e Sammy Guevara nel match vinto contro Jimmy Havoc, Darby Allin e Joey Janela.
Nel primo episodio di Dynamite del 2 ottobre 2019, ha sconfitto Brandon Cutler per sottomissione. La settimana successiva, è intervenuto per salvare l'amico Cody dall'attacco dell'Inner Circle. A Full Gear, ha accompagnato Cody nella suo match contro Chris Jericho, valido per l'AEW World Championship. Cody ha perso dopo che MJF ha gettato la spugna, mentre era incastrato nella Liontamer e, di conseguenza, Cody non è stato più autorizzato a sfidare il campione AEW a causa di una clausola presente nel contratto firmato prima del match. Dopo il match, MJF colpito Cody con un colpo basso e se ne è andato. Poco dopo, ha assunto Wardlow come guardia del corpo. Nell'episodio del 20 novembre di Dynamite, MJF e Adam Page sono stati gli ultimi due partecipanti all'inaugurale Dynamite Dozen Battle Royale. I due si sono sfidati in un match nella seguente puntata di Dynamite, vinto da MJF. Gli è stato poi assegnato il Dynamite Diamond Ring come premio per la vittoria. A Bash at the Beach il 15 gennaio 2020, ha collaborato con The Butcher e The Blade in un six-men tag team match contro Diamond Dallas Page, Dustin Rhodes e QT Marshall, match vinto dai primi.
Poco dopo si riaccese la sua rivalità con Cody e MJF stabilì tre clausole che Cody fu obbligato a seguire per poterlo sfidare a Revolution, ovvero non toccarlo fino al match, affrontare Wardlow in un steel cage match e ricevere dieci frustate da MJF in diretta TV. Nell'episodio del 5 febbraio 2020 di Dynamite, Cody ha preso le dieci frustate da MJF, più una da Wardlow. Nell'episodio del 19 febbraio di Dynamite, Cody ha vinto lo steel cage, ufficializzando il match di Revolution. Al pay-per-view, MJF ha battuto Cody per schienamento dopo averlo colpito in faccia con il Dynamite Diamond Ring.
Il 5 settembre 2020, a All Out, ha affrontato Jon Moxley, con in palio l'AEW World Championship, ma è stato sconfitto. Nei mesi successivi, MJF ha intrapreso un feud con Chris Jericho, terminato con il trionfo di MJF al PPV Full Gear. I due, più avanti, si ritroveranno insieme come membri dell'Inner Circle, affrontando gli Young Bucks per i titoli di coppia a Revolution, senza tuttavia riuscire a vincere.
MJF verrà successivamente allontanato dall'Inner Circle per capeggiare una nuova fazione, The Pinnacle. I due gruppi si affrontarono a Blood and Guts il 5 maggio, dove a trovare la vittoria fu proprio il gruppo capeggiato da MJF. Ad All Out, fronteggerà nuovamente Chris Jericho, dovendosi tuttavia arrendere alla Walls of Jericho, chiudendo definitivamente la loro storia.
A partire dal mese di novembre 2021, MJF inizió un intenso ed acclamato feud con CM Punk, sfidandolo e battendolo dapprima a Dynamite e perdendo successivamente a Revolution in un Dog Collar Match, complice l'interferenza di Wardlow che gli voltò le spalle. A Double or Nothing, MJF perse contro Wardlow. Dopo un periodo di pausa in cui si speculava su un addio alla federazione a Full Gear 2022 vinse l'AEW World Championship sconfiggendo Jox Moxley e diventando il più giovane campione della storia della federazione fino a quel momento.

## Vita privata
Nel 2001, è apparso in un episodio del Rosie O'Donnell Show, cantando You Are My Sunshine dopo che i suoi genitori avevano inviato una cassetta alla produzione. Dopo che il video della sua performance è riemerso nel 2019, Friedman (nel personaggio) ha inizialmente negato l'apparizione, salvo poi ammetterlo, affermando che Rosie O'Donnell stava cercando di aggrapparsi alla sua stella in dissolvenza e che non aveva il coraggio di dirlo.

## Personaggio

### Mosse finali
- Double Cross (Rolling cutter)
- Heat Seeker (Rope assisted piledriver)
- Salt of the Earth (Fujiwara armbar)

### Soprannomi
- "Salt of The Earth"
- "Two Year Vet"
- “The Devil Himself”

## Titoli e riconoscimenti
- All American Wrestling
  - AAW Heritage Championship (1)[7]
- All Elite Wrestling
  - AEW World Championship (1)[8]
  - AEW International Championship (1)[9]
- Alpha-1 Wrestling
  - A1 Outer Limits Championship (1)[10]
- CBS Sports
  - Rookie of the Year (2019)[11]
- Combat Zone Wrestling
  - CZW World Heavyweight Championship (1)[12]
  - CZW Wired Championship (2)[13]
- Dramatic Dream Team
  - DDT Ironman Heavymetalweight Championship (1)[14]
- Inspire Pro Wrestling
  - Inspire Pro Wrestling Pure Prestige Championship (1)
- LDN Wrestling
  - LDN Capital Wrestling Championship (2)
- Limitless Wrestling
  - Limitless Wrestling World Championship (1)
- Major League Wrestling
  - MLW World Middleweight Championship (1)[15]
  - MLW World Tag Team Championship (1) - con Richard Holliday
- Maryland Championship Wrestling
  - MCW Rage Television Championship (1)[16]
- Pro Wrestling Illustrated
  - Feud of the Year (2021) - vs. Chris Jericho
  - Feud of the Year (2022) - vs. CM Punk
  - Most Hated Wrestler of the Year (2021)
  - 22° tra i 500 migliori wrestler singoli nella PWI 500 (2020)[17]
- Ring of Honor
  - ROH World Tag Team Championship - con Adam Cole
- Rockstar Pro Wrestling
  - American Luchacore Championship (1)[18]
  - Rockstar Pro Trios Championship (1) - con Ace Romeo
- Wrestle Pro
  - WrestlePro Tag Team Championship (1) - con Valerio Lamorte
- Wrestling Observer Newsletter
  - Most Charismatic (2020)
  - Best on Interviews (2021)
- Xcite Wrestling
  - Xcite International Championship (1)